# Opogona fatima
Opogona fatima är en fjärilsart som beskrevs av Edward Meyrick 1921. Opogona fatima ingår i släktet Opogona och familjen äkta malar. Inga underarter finns listade i Catalogue of Life.